# Sharona Bakker
Sharona Bakker (ur. 12 kwietnia 1990 w IJmuiden) – holenderska lekkoatletka specjalizująca się w sprinterskich biegach przez płotki.
Ósma zawodniczka olimpijskiego festiwalu młodzieży Europy w Belgradzie (2007). W 2011 bez powodzenia startowała na młodzieżowym czempionacie Europy. Półfinalistka halowych mistrzostw świata (2012). Rok później dotarła do półfinału mistrzostw Europy w hali.
Wielokrotna medalistka mistrzostw Holandii oraz reprezentantka kraju na drużynowych mistrzostwach Europy.

## Osiągnięcia
| Rok  | Impreza                                 | Miejsce   | Konkurencja                     | Lokata     | Wynik |
| ---- | --------------------------------------- | --------- | ------------------------------- | ---------- | ----- |
| 2007 | Olimpijski festiwal młodzieży Europy    | Belgrad   | bieg na 100 metrów przez płotki | 8. miejsce | 14,12 |
| 2011 | Młodzieżowe mistrzostwa Europy          | Ostrawa   | bieg na 100 metrów przez płotki | eliminacje | 13,88 |
| 2012 | Halowe mistrzostwa świata               | Stambuł   | bieg na 60 metrów przez płotki  | półfinał   | 8,18  |
| 2012 | Mistrzostwa Europy                      | Helsinki  | bieg na 100 metrów przez płotki | eliminacje | 13,59 |
| 2013 | Halowe mistrzostwa Europy               | Göteborg  | bieg na 60 metrów przez płotki  | półfinał   | 8,05  |
| 2014 | Superliga drużynowych mistrzostw Europy | Brunszwik | bieg na 100 metrów przez płotki | 5. miejsce | 12,95 |
| 2014 | Mistrzostwa Europy                      | Zurych    | bieg na 100 metrów przez płotki | półfinał   | 13,02 |
| 2017 | Halowe mistrzostwa Europy               | Belgrad   | bieg na 60 metrów przez płotki  | półfinał   | 8,20  |
| 2017 | Superliga drużynowych mistrzostw Europy | Lille     | bieg na 100 metrów przez płotki | –          | DQ    |
| 2017 | Mistrzostwa świata                      | Londyn    | bieg na 100 metrów przez płotki | półfinał   | 13,29 |

## Rekordy życiowe
- Bieg na 60 metrów przez płotki (hala) – 8,03 (2012 i 2017)
- Bieg na 100 metrów przez płotki – 12,85 (2014) / 12,81w (2017)